# Лев Борисович Каменев
Лев Борисович Каменев (Розенфелд, 6(18) юли 1883 г. – 25 август 1936 г.) е руски революционер и съветски партиен, държавен деец. Известен болшевик, близък на Ленин, член на Централен комитет на Комунистическата партия на Съветския съюз (КПСС) от 1917 г. до 1927 г. Член на Политбюро 1919 г. – 1926 г. Председател на Моссъвета (1918 г. – 1926 г.), от 1922 г. до смъртта на Ленин – заместник-председател, а след това до януари 1926 г. председател на Съвета по труда и отбраната (СТО) на СССР. След смъртта на Ленин играе голяма роля в СССР, заедно със Зиновиев, Сталин, Троцки. Убит след Първия московски процес (официално руско име – Антисоветского объединенного троцкистско-зиновьевского центра) през 1936 г., в обвинение за антисъветски действия с участието си в Лявата опозиция в РКП(б) и ВКП(б), скоро след това е разстрелян. Заедно с останалите жертви на тази чистка е реабилитиран през 1988 г.

## Ранен живот
Роден в Москва в семейство на образовани руски евреи. Баща му е работник в жп линиите Москва-Курск, по-късно става инженер, а майка му завършва едно от първите висши учебни заведения за жени в Петроград (дн. Санкт Петербург). Има брат – Николай, роден през 1886 г.
Бащата на Лев става сравнително заможен, което позволява добро образование за децата му. Завършва 2-ра момчешка гимназия в Тифлис (дн. Тбилиси), след което посещава Императорския московски университет от 1901 г. През 1902 г. е първата му политическа изява – участва в социалдемократическите кръгове, заради което е арестуван и изключен от университета същата година.
След този момент започва да се занимава с революция и марксизъм през по-голямата част от времето си. Среща бъдещата си първа жена в Париж през 1902 г. В тези среди решава да смени фамилията си на Каменев. Пътува на много места, изпращан от марксистките кръгове. Арестуван скоро след V (Лондонски) конгрес на РСДРП (1907 г.) и освободен идната година.
След 1914 г. се мести в Петроград, ръководи вестника „Правда“ и участва в Думата като болшевик. През Първата световна война е против ленинския лозунг за гибел на руската имперска армия.

## Октомврийска революция
На заседанието на ЦК на РСДРП(б.) на 10(23) октомври 1917 г., заедно със Зиновиев гласува против насилствено въстание срещу правителството на Керенски. Преди този момент е обсъждал темата с Ленин, който желаел революция и край на войната, но те нямали големи кавги. Каменев смятал, че при правилно действие, партията може дори да е с мнозинство в Учредителното събрание и че трябва да се действа спрямо нуждите на работниците, не тези на войниците (които били главните потърпевши от войната). Желаел съюз с другите леви партии, есерите и меншевиките.

## Политическа кариера
До смъртта на Ленин заема няколко позиции в СССР. Председател е на Всерусийския централен изпълнителен комитет (ВЦИК) за около месец след революцията, но след това е заместен от Яков Свредлов. През ноември 1917 г. участва в делегацията изпратена за създаването на Брест-Литовския мирен договор с Германската империя. Участва и в съветска делегация изпратена до Франция, но френското правителство не признава пълномощията му.
От октомври 1918 г. до май 1926 г. участва в Моссъвета.
Каменев спомага за освобождаването на арестуван историк, писател и други, а в дома си кани поета Максимилиан Волошин.

## Проблеми с Троцки и Сталин
След като Ленин се разболява тежко през 1921 г., започва да губи сила в СССР. На преден план излизат Каменев, Зиновиев и Сталин, които създават „триумвират“ известен като тройка. Взаимоотношенията му с Троцки от няколко години не са толкова добри, което навярно спомага за това, което се случва – на XIII Партийна конференция през януари 1924, заедно с другите от тройката, осъжда действията на Троцки и „Троцкизма“.
Има проблеми със Зиновиев, което води до рухването на триумвирата, но двамата помагат на Сталин да се задържи като Генерален секретар на ЦК. Сталин им се отплаща като им изпраща „прикрити“ публични забележки, които очевадно били към тях.
През октомври 1924 г. Троцки пише полемичното есе „Уроки Октября“(„Октомврийски уроци“), предговор към третия том на Събраните творби [на Троцки]. Там помества и информацията, че Каменев и Зиновиев не са желали въоръжена революция през 1917 г., което отприщва нови вътрешнопартийни проблеми. Двамата и последователите им обвиняват Tроцки в многобройни грешки по времето на гражданската война. Сталин характеризира опитите на Троцки да припомни заслугите си в революцията като „арабски приказки“ и заявява, че участието му в революцията е легенда, разпространена от услужливи партийци.
През 1925 г. Сталин се обявява срещу Зиновиев и Каменев. На пленума през януари 1925 г. Зиновиев и Каменев искат да изключат Троцки от партията. Сталин лавира и предлага Троцки не само да не се изключва, но дори да се остави в ЦК и Политбюро и му отнема само ключовите постове. ЦК назначава Троцки на второстепенни постове. Троцки подава оставка от позицията на Народен комисар на армията и флота, както и на председател на Революционния военен съвет. След удара по Троцки тройката Зиновиев – Каменев – Сталин окончателно се разпада. Зиновиев и Каменев оформят групата на вътрешнопартийната опозиция, а Сталин се обединява с групата на Н.Бухарин, чиито възгледи по-късно са осъдени като „десен уклон“.
На XIV Партийна конференция, януари 1925 г. Каменев открито поискал отсраняването на Сталин от позицията на Генерален секретар. След това има още вътрешнопартийни проблеми. В крайна сметка Каменев е отстранен от ЦК.
На 12 ноември 1927 г. Троцки и Зиновиев са отсранени от партията. По това време Каменев е главен говорител на опизицията и месец след отстраняването им се опитва да говори за ситуацията в партията. Речта му е прекъсната над 24 пъти от Бухарин, Рютин и Каганович. Скоро след това, през декември, е изключен от партията, но 6 месеца след това го приемат отново.
Каменев приключва с опозиционните си възгледи (или поне да говори за тях). Назначен е през май 1929 г. за председател на ГКК. През октомври 1932 г. е изключен от партията, понеже не информира за опозиционното формление на макрсистко-ленинистите на Рютин. Арестуван е през декември 1934 г. и е осъден на 5 години затвор, след което на още 10. През август 1936 г. е съден на Първия московски процес. На 24 август е осъден на смърт, а на следващия ден е разстрелян. Твърди се, че по пътя към мястото на екзекуция не се страхувал и насърчавал малодушния Зиновиев (който имал същата присъда): „Спри, Григорий, да умрем с достойнство!“. Каменев се отказва от последни думи.

## Семейство
С първата си жена – Олга Давидовна Бронщейн – се среща в Париж през 1902 г. и се жени за нея някъде в началото на века. Това е сестрата на Лев Троцки, който също сменил името си, приемайки марксизма. От нея има два сина – Алексадр и Юрий. Бракът е разтрогнат през 1927 г. По-големият му син става офицер във въздушните сили.
Втората му жена, Татяна Глебова Ивановна му ражда син – Владимир, а от своя първи брак имала още един – Игор.
Много от роднините на Каменев са разстреляни. Брат му, снаха му, племенникът му, двете му жени и синовете от първия брак са разстреляни в различни години.
Внучката на Александър (правнучката на Каменев) и трите ѝ деца живеят в Ню Йорк.